# Troisième district congressionnel de l'Indiana
Le 3e district congressionnel de l'Indiana est un district de l'État américain de l'Indiana. Basé à Fort Wayne, le district englobe la partie nord-est de l'État. En 2023, ce district comprendra la totalité des  comtés d'Adams, Allen, Blackford, DeKalb, Huntington, LaGrange, Noble, Steuben, Wells et Whitley, ainsi que les comtés du nord de Jay et du nord-est de Kosciusko.
Le district est actuellement représenté par le Républicain Jim Banks qui a succédé à son compatriote républicain Marlin Stutzman. Stutzman a succédé à Mark Souder lors d'une élection spéciale en 2010. Souder a démissionné après avoir admis son implication dans une liaison avec une femme mariée membre de son personnel au Congrès.
Le membre du Congrès Marlin Stutzman a annoncé qu'il ne se présenterait pas à la réélection et ferait plutôt campagne pour l'investiture républicaine pour succéder au sénateur sortant Dan Coats. Le 12 mai 2015, le sénateur de l'État de l'Indiana, Jim Banks, a annoncé son intention de se présenter dans le troisième district congressionnel de l'Indiana. Une autre sénatrice de l'État de l'Indiana, Liz Brown, a également annoncé qu'elle solliciterait l'investiture républicaine.
Le district et ses prédécesseurs ont généralement été fortement républicains. Il a parfois élu des démocrates dans le passé, mais les démocrates n'ont pas réussi à la remporter depuis 1994. Des poches d'influence démocrate existent à Fort Wayne même, qui élit fréquemment des maires démocrates et envoie parfois des démocrates à la législature de l'État. Cependant, c'est loin d'être suffisant pour surmonter l'écrasante tendance républicaine du reste du district.

## Géographie
| #   | Comté      | Siège         | Population |
| --- | ---------- | ------------- | ---------- |
| 1   | Adams      | Decatur       | 36 068     |
| 3   | Allen      | Fort Wayne    | 391 449    |
| 9   | Blackford  | Hartford City | 11 919     |
| 33  | DeKalb     | Auburn        | 43 731     |
| 69  | Huntington | Huntington    | 36 834     |
| 75  | Jay        | Portland      | 20 198     |
| 85  | Kosciusko  | Warsaw        | 80 826     |
| 87  | LaGrange   | LaGrange      | 40 866     |
| 113 | Noble      | Albion        | 47 367     |
| 135 | Randolp    | Winchester    | 24 437     |
| 151 | Steuben    | Angola        | 34 725     |
| 179 | Wells      | Bluffton      | 28 335     |
| 183 | Whitley    | Columbia City | 34 627     |

### Villes de 10 000 personnes ou plus
- Fort Wayne - 265 974
- Huntington - 17 022
- New Haven - 15 583
- Auburn - 13 412
- Bluffton - 10 308
- Kendallville - 10 271

### Villes de 2 500 à 10 000 personnes
- Decatur - 9 913
- Columbia City - 9 892
- Angola - 9 340
- Huntertown - 9 141
- Garett - 6 542
- Portland - 6 320
- Hartford City - 6 086
- Winchester - 4 843
- Ligonier - 4 568
- Berne - 4 173
- Leo-Cedarville - 3 624
- Union City - 3 454
- Ossian - 3 266
- Syracuse - 3 079
- LaGrange - 2 715
- Butler - 2 684

## Liste des Représentants du district
| Membre                         | Parti                 | Années                            | Congrès     | Histoire électorale | Zone géographique                                                                                            |
| ------------------------------ | --------------------- | --------------------------------- | ----------- | --- | --- |
| District établi le 4 mars 1823 |                       |                                   |             | | |
| John Test (en)                 | Républicain-Démocrate | 4 mars 1823 - 3 mars 1825         | 18e , 19e   | Élu en 1822. Réélu en 1824. perd sa réélection. | 1823 – 1833 Dearborn, Decatur, Fayette, Franklin, Henry, Randolph, Ripley, Rush, Switzerland, Union et Wayne |
| John Test (en)                 | Anti-Jacksonien       | 4 mars 1825 - 3 mars 1827         | 18e , 19e   | Élu en 1822. Réélu en 1824. perd sa réélection. | 1823 – 1833 Dearborn, Decatur, Fayette, Franklin, Henry, Randolph, Ripley, Rush, Switzerland, Union et Wayne |
| Oliver H. Smith (en)           | Jacksonien (en)       | 4 mars 1827 - 3 mars 1829         | 20e         | Élu en 1826. Retrait. | 1823 – 1833 Dearborn, Decatur, Fayette, Franklin, Henry, Randolph, Ripley, Rush, Switzerland, Union et Wayne |
| John Test (en)                 | Anti-Jacksonien       | 4 mars 1829 - 3 mars 1831         | 21e         | Élu en 1828. perd sa réélection. | 1823 – 1833 Dearborn, Decatur, Fayette, Franklin, Henry, Randolph, Ripley, Rush, Switzerland, Union et Wayne |
| Jonathan McCarty (en)          | Jacksonien (en)       | 4 mars 1831 - 3 mars 1833         | 22e         | Élu en 1831. Redécoupage vers le 5e district. | 1823 – 1833 Dearborn, Decatur, Fayette, Franklin, Henry, Randolph, Ripley, Rush, Switzerland, Union et Wayne |
| John Carr (en)                 | Jacksonien (en)       | 4 mars 1833 - 3 mars 1837         | 23e , 29e   | Redécoupage depuis le 2e district et réélu en 1833. Réélu en 1835. Retrait. | 1833 – 1843                                                                                                  |
| William Graham (en)            | Whig                  | 4 mars 1837 - 3 mars 1839         | 25e         | Élu en 1837. perd sa réélection. | 1833 – 1843                                                                                                  |
| John Carr (en)                 | Démocrate             | 4 mars 1839 - 3 mars 1841         | 26e         | Élu en 1839. perd sa réélection. | 1833 – 1843                                                                                                  |
| Joseph L. White (en)           | Whig                  | 4 mars 1841 - 3 mars 1843         | 27e         | Élu en 1841. Redécoupage vers le 2e district et perd sa réélection. | 1833 – 1843                                                                                                  |
| Thomas Smith (en)              | Démocrate             | 4 mars 1843 - 3 mars 1847         | 28e , 29e   | Élu en 1843. Réélu en 1845. Retrait. | 1843 – 1853                                                                                                  |
| John L. Robinson (en)          | Démocrate             | 4 mars 1847 - 3 mars 1853         | 30e - 32e   | Élu en 1847. Réélu en 1849. Réélu en 1851. Retrait. | 1843 – 1853                                                                                                  |
| Cyrus L. Dunham (en)           | Démocrate             | 4 mars 1853 - 3 mars 1855         | 33e         | Redécoupage depuis le 2e district et réélu en 1852. perd sa réélection. | 1853 – 1863                                                                                                  |
| George G. Dunn (en)            | People's (en)         | 4 mars 1855 - 3 mars 1857         | 34e         | Élu en 1854. Retrait. | 1853 – 1863                                                                                                  |
| James Hughes (en)              | Démocrate             | 4 mars 1857 - 3 mars 1859         | 35e         | Élu en 1856. perd sa réélection. | 1853 – 1863                                                                                                  |
| William M. Dunn (en)           | Républicain           | 4 mars 1859 - 3 mars 1863         | 36e         | Élu en 1858. Réélu en 1860. perd sa réélection. | 1853 – 1863                                                                                                  |
| Henry W. Harrington (en)       | Démocrate             | 4 mars 1863 - 3 mars 1865         | 38e         | Élu en 1862. perd sa réélection. | 1863 – 1873                                                                                                  |
| Ralph Hill (en)                | Républicain           | 4 mars 1865 - 3 mars 1867         | 39e         | Élu en 1864. Retrait. | 1863 – 1873                                                                                                  |
| Morton C. Hunter (en)          | Républicain           | 4 mars 1867 - 3 mars 1869         | 40e         | Élu en 1866. Retrait. | 1863 – 1873                                                                                                  |
| William S. Holman (en)         | Démocrate             | 4 mars 1869 - 3 mars 1875         | 41e - 43e   | Redécoupage depuis le 4e district et réélu en 1868. Réélu en 1870. Réélu en 1872. Redécoupage vers le 5e district.                                                                     | 1863 – 1873                                                                                                  |
| 1873 – 1883                    |                       |                                   | 41e - 43e   | Redécoupage depuis le 4e district et réélu en 1868. Réélu en 1870. Réélu en 1872. Redécoupage vers le 5e district.                                                                     | |
| Michael C. Kerr (en)           | Démocrate             | 4 mars 1875 - 19 août 1876        | 44e         | Élu en 1874. Décès. | |
| Vacant                         | Vacant                | 19 août 1876 - 5 décembre 1876    | 44e         | | |
| Nathan T. Carr (en)            | Démocrate             | 5 décembre 1876 - 3 mars 1877     | 44e         | Élu pour terminer le mandat de Kerr. Retrait. | |
| George A. Bicknell (en)        | Démocrate             | 4 mars 1877 - 3 mars 1881         | 45e , 46e   | Élu en 1876. Réélu en 1878. perd sa renomination. | |
| Strother M. Stockslager (en)   | Démocrate             | 4 mars 1881 - 3 mars 1885         | 47e , 48e   | Élu en 1880. Réélu en 1882. perd sa renomination. | |
| 1883 – 1893                    |                       |                                   | 47e , 48e   | Élu en 1880. Réélu en 1882. perd sa renomination. | |
| John G. Howard (en)            | Démocrate             | 4 mars 1885 - 3 mars 1889         | 49e , 50e   | Élu en 1884. Réélu en 1886. perd sa renomination. | |
| Jason B. Brown (en)            | Démocrate             | 4 mars 1889 - 3 mars 1895         | 51e - 53e   | Élu en 1888. Réélu en 1890. Réélu en 1892. perd sa renomination. | |
| 1893 – 1903                    |                       |                                   | 51e - 53e   | Élu en 1888. Réélu en 1890. Réélu en 1892. perd sa renomination. | |
| Robert J. Tracewell (en)       | Républicain           | 4 mars 1895 - 3 mars 1897         | 54e         | Élu en 1894. perd sa réélection. | |
| William T. Zenor (en)          | Démocrate             | 4 mars 1897 - 3 mars 1907         | 55e - 59e   | Élu en 1896. Réélu en 1898. Réélu en 1900. Réélu en 1902. Réélu en 1904. Retrait. | |
| 1903 – 1913                    |                       |                                   | 55e - 59e   | Élu en 1896. Réélu en 1898. Réélu en 1900. Réélu en 1902. Réélu en 1904. Retrait. | |
| William E. Cox (en)            | Démocrate             | 4 mars 1907 - 3 mars 1919         | 60e - 65e   | Élu en 1906. Réélu en 1908. Réélu en 1910. Réélu en 1912. Réélu en 1914. Réélu en 1916. perd sa réélection.                                                                            | |
| 1913 – 1923                    |                       |                                   | 60e - 65e   | Élu en 1906. Réélu en 1908. Réélu en 1910. Réélu en 1912. Réélu en 1914. Réélu en 1916. perd sa réélection.                                                                            | |
| James W. Dunbar (en)           | Républicain           | 4 mars 1919 - 3 mars 1923         | 66e , 67e   | Élu en 1918. Réélu en 1920. Retrait. | |
| Frank Gardner (en)             | Démocrate             | 4 mars 1923 - 3 mars 1929         | 68e - 70e   | Élu en 1922. Réélu en 1924. Réélu en 1926. perd sa réélection. | 1923 – 1933                                                                                                  |
| James W. Dunbar (en)           | Républicain           | 3 mars 1929 - 3 mars 1931         | 71e         | Élu en 1928. perd sa réélection. | 1923 – 1933                                                                                                  |
| Eugene B. Crowe (en)           | Démocrate             | 4 mars 1931 - 3 mars 1933         | 72e         | Élu en 1930. Redécoupage vers le 9e district. | 1923 – 1933                                                                                                  |
| Samuel B. Pettengill (en)      | Démocrate             | 4 mars 1933 - 3 janvier 1939      | 73e - 75e   | Redécoupage depuis le 13e district et réélu en 1932. Réélu en 1934. Réélu en 1936. Retrait.                                                                                            | 1933 – 1943                                                                                                  |
| Robert A. Grant (en)           | Républicain           | 3 janvier 1939 - 3 janvier 1949   | 76e - 80e   | Élu en 1938. Réélu en 1940. Réélu en 1942. Réélu en 1944. Réélu en 1946. perd sa réélection.                                                                                           | 1933 – 1943                                                                                                  |
| 1943 – 1953                    |                       |                                   | 76e - 80e   | Élu en 1938. Réélu en 1940. Réélu en 1942. Réélu en 1944. Réélu en 1946. perd sa réélection.                                                                                           | |
| Thurman C. Crook (en)          | Démocrate             | 3 janvier 1949 - 3 janvier 1951   | 81e         | Élu en 1948. perd sa réélection. | |
| Shepard Crumpacker (en)        | Républicain           | 3 janvier 1951 - 3 janvier 1957   | 82e - 84e   | Élu en 1950. Réélu en 1952. Réélu en 1954. Retrait. | |
| 1953 – 1963                    |                       |                                   | 82e - 84e   | Élu en 1950. Réélu en 1952. Réélu en 1954. Retrait. | |
| F. Jay Nimtz (en)              | Républicain           | 3 janvier 1957 - 3 janvier 1959   | 85e         | Élu en 1956. perd sa réélection. | |
| John Brademas                  | Démocrate             | 3 janvier 1959 - 3 janvier 1981   | 86e - 96e   | Élu en 1958. Réélu en 1960. Réélu en 1962. Réélu en 1964. Réélu en 1966. Réélu en 1968. Réélu en 1970. Réélu en 1972. Réélu en 1974. Réélu en 1976. Réélu en 1978. perd sa réélection. | |
| 1963 – 1973                    |                       |                                   | 86e - 96e   | Élu en 1958. Réélu en 1960. Réélu en 1962. Réélu en 1964. Réélu en 1966. Réélu en 1968. Réélu en 1970. Réélu en 1972. Réélu en 1974. Réélu en 1976. Réélu en 1978. perd sa réélection. | |
| 1973 – 1983                    |                       |                                   | 86e - 96e   | Élu en 1958. Réélu en 1960. Réélu en 1962. Réélu en 1964. Réélu en 1966. Réélu en 1968. Réélu en 1970. Réélu en 1972. Réélu en 1974. Réélu en 1976. Réélu en 1978. perd sa réélection. | |
| John P. Hiler (en)             | Républicain           | 3 janvier 1981 - 3 janvier 1991   | 97e - 101e  | Élu en 1980. Réélu en 1982. Réélu en 1984. Réélu en 1986. Réélu en 1988. perd sa réélection.                                                                                           | |
| 1983 – 1993                    |                       |                                   | 97e - 101e  | Élu en 1980. Réélu en 1982. Réélu en 1984. Réélu en 1986. Réélu en 1988. perd sa réélection.                                                                                           | |
| Tim Roemer (en)                | Démocrate             | 3 janvier 1991 - 3 janvier 2003   | 102e - 107e | Élu en 1990. Réélu en 1992. Réélu en 1994. Réélu en 1996. Réélu en 1998. Réélu en 2000. Retrait.                                                                                       | |
| 1993 – 2003                    |                       |                                   | 102e - 107e | Élu en 1990. Réélu en 1992. Réélu en 1994. Réélu en 1996. Réélu en 1998. Réélu en 2000. Retrait.                                                                                       | |
| Mark Souder                    | Républicain           | 3 janvier 2003 - 21 mai 2010      | 108e - 111e | Redécoupage depuis le 4e district et réélu en 2002. Réélu en 2004. Réélu en 2006. Réélu en 2008. Démissionne.                                                                          | 2003 – 2013                                                                                                  |
| Vacant                         | Vacant                | 21 mai 2010 - 16 novembre 2010    | 111e        | | 2003 – 2013                                                                                                  |
| Marlin Stutzman                | Républicain           | 16 novembre 2010 - 3 janvier 2017 | 111e - 114e | Élu pour terminer le mandat de Souder. Réélu en 2010. Réélu en 2012. Réélu en 2014. Retrait pour se présenter comme Sénateur des États-Unis.                                           | 2003 – 2013                                                                                                  |
| Marlin Stutzman                | Républicain           | 16 novembre 2010 - 3 janvier 2017 | 111e - 114e | Élu pour terminer le mandat de Souder. Réélu en 2010. Réélu en 2012. Réélu en 2014. Retrait pour se présenter comme Sénateur des États-Unis.                                           | 2013 – 2023                                                                                                  |
| Jim Banks                      | Républicain           | 3 janvier 2017 - Présent          | 115e - 118e | Élu en 2016. Réélu en 2018. Réélu en 2020. Réélu en 2022. Retrait pour se présenter comme Sénateur des États-Unis.                                                                     | |
| Jim Banks                      | Républicain           | 3 janvier 2017 - Présent          | 115e - 118e | Élu en 2016. Réélu en 2018. Réélu en 2020. Réélu en 2022. Retrait pour se présenter comme Sénateur des États-Unis.                                                                     | 2023 – Présent                                                                                               |

## Résultats des récentes élections
Voici les résultats des dix précédents cycles électoraux dans le district.

## Frontières historiques du district

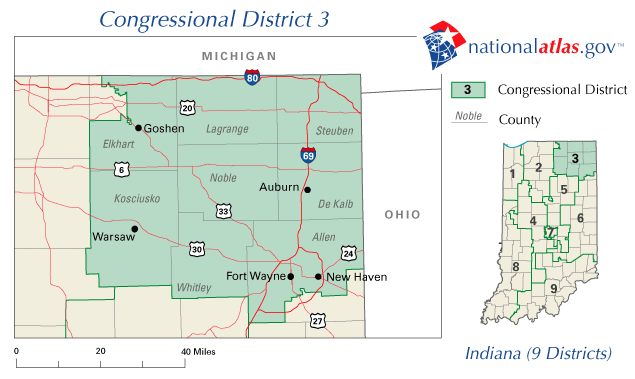
2003 - 2013

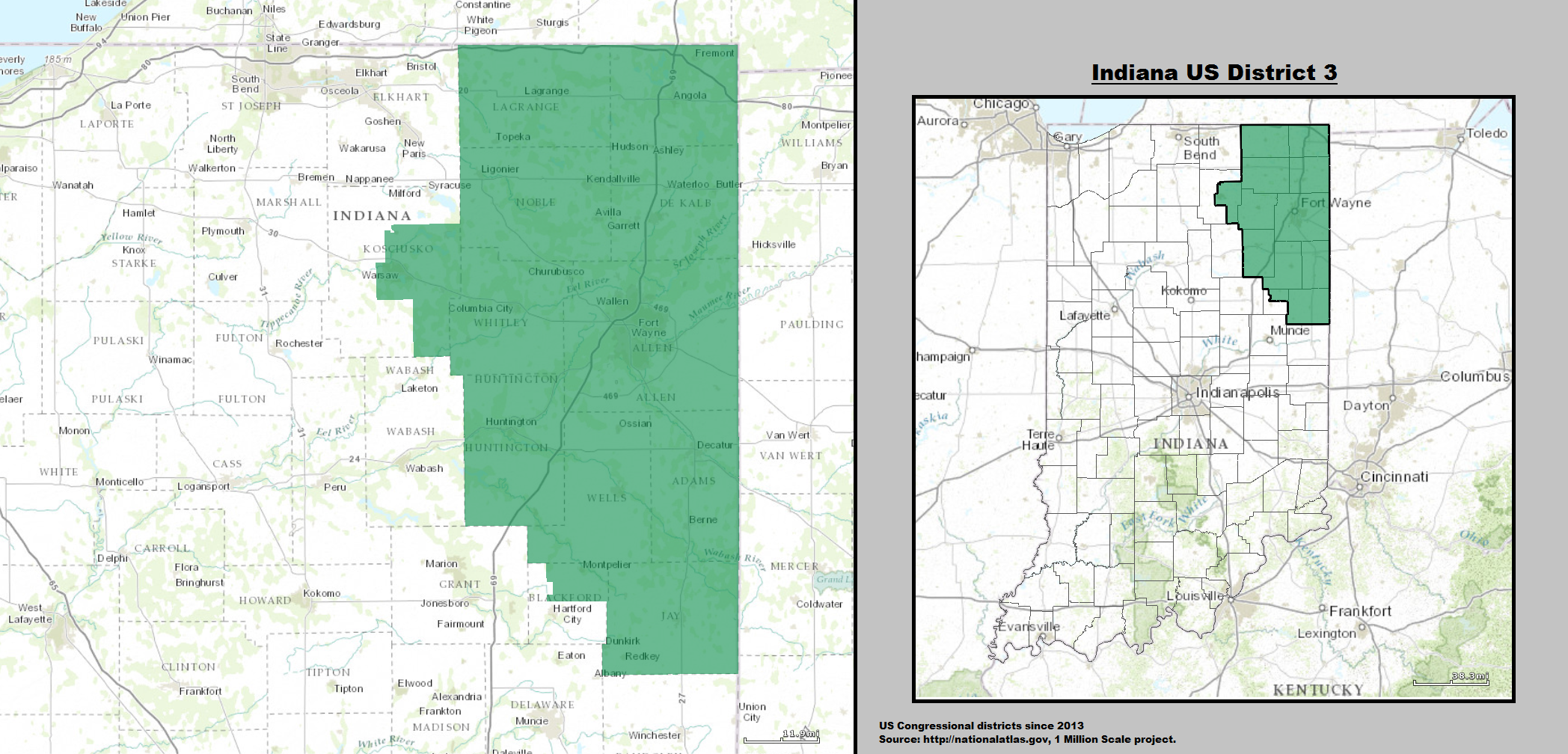
2013 - 2023

### 2004
| Élection de 2002 du 3e district congressionnel de l'Indiana | Élection de 2002 du 3e district congressionnel de l'Indiana | Élection de 2002 du 3e district congressionnel de l'Indiana | Élection de 2002 du 3e district congressionnel de l'Indiana | Élection de 2002 du 3e district congressionnel de l'Indiana |
| ----------------------------------------------------------- | ----------------------------------------------------------- | ----------------------------------------------------------- | ----------------------------------------------------------- | ----------------------------------------------------------- |
| Parti                                                       | Parti                                                       | Candidat                                                    | Votes                                                       | %                                                           |
|                                                             | Républicain                                                 | Mark Souder (sortant)                                       | 171 389                                                     | 69,21                                                       |
|                                                             | Démocrate                                                   | Maria M. Parra                                              | 76 232                                                      | 30,79                                                       |
| Total des votes                                             | Total des votes                                             | Total des votes                                             | 247 621                                                     | 100 %                                                       |
|                                                             | Les Républicains conservent                                 |                                                             |                                                             |                                                             |

### 2006
| Élection de 2006 du 3e district congressionnel de l'Indiana | Élection de 2006 du 3e district congressionnel de l'Indiana | Élection de 2006 du 3e district congressionnel de l'Indiana | Élection de 2006 du 3e district congressionnel de l'Indiana | Élection de 2006 du 3e district congressionnel de l'Indiana |
| ----------------------------------------------------------- | ----------------------------------------------------------- | ----------------------------------------------------------- | ----------------------------------------------------------- | ----------------------------------------------------------- |
| Parti                                                       | Parti                                                       | Candidat                                                    | Votes                                                       | %                                                           |
|                                                             | Républicain                                                 | Mark Souder (sortant)                                       | 95 421                                                      | 54,29                                                       |
|                                                             | Démocrate                                                   | Thomas Hayhurst                                             | 80 357                                                      | 45,71                                                       |
| Total des votes                                             | Total des votes                                             | Total des votes                                             | 175 778                                                     | 100 %                                                       |
|                                                             | Les Républicains conservent                                 |                                                             |                                                             |                                                             |

### 2008
| Élection de 2008 du 3e district congressionnel de l'Indiana | Élection de 2008 du 3e district congressionnel de l'Indiana | Élection de 2008 du 3e district congressionnel de l'Indiana | Élection de 2008 du 3e district congressionnel de l'Indiana | Élection de 2008 du 3e district congressionnel de l'Indiana |
| ----------------------------------------------------------- | ----------------------------------------------------------- | ----------------------------------------------------------- | ----------------------------------------------------------- | ----------------------------------------------------------- |
| Parti                                                       | Parti                                                       | Candidat                                                    | Votes                                                       | %                                                           |
|                                                             | Républicain                                                 | Mark Souder (sortant)                                       | 155 693                                                     | 55,04                                                       |
|                                                             | Démocrate                                                   | Mike Montagano                                              | 112 309                                                     | 39,66                                                       |
|                                                             | Libertarien                                                 | Bill Larsen                                                 | 14 877                                                      | 5,30                                                        |
| Total des votes                                             | Total des votes                                             | Total des votes                                             | 282 879                                                     | 100 %                                                       |
|                                                             | Les Républicains conservent                                 |                                                             |                                                             |                                                             |

### 2010 (Spéciale)
| Élection spéciale de 2010 du 3e district congressionnel de l'Indiana | Élection spéciale de 2010 du 3e district congressionnel de l'Indiana | Élection spéciale de 2010 du 3e district congressionnel de l'Indiana | Élection spéciale de 2010 du 3e district congressionnel de l'Indiana | Élection spéciale de 2010 du 3e district congressionnel de l'Indiana |
| -------------------------------------------------------------------- | -------------------------------------------------------------------- | -------------------------------------------------------------------- | -------------------------------------------------------------------- | -------------------------------------------------------------------- |
| Parti                                                                | Parti                                                                | Candidat                                                             | Votes                                                                | %                                                                    |
|                                                                      | Républicain                                                          | Marlin Stutzman                                                      | 115 415                                                              | 62,65                                                                |
|                                                                      | Démocrate                                                            | Thomas Hayhurst                                                      | 60 880                                                               | 33,05                                                                |
|                                                                      | Libertarien                                                          | Scott W. Wise                                                        | 7 914                                                                | 4,30                                                                 |
| Total des votes                                                      | Total des votes                                                      | Total des votes                                                      | 184 209                                                              | 100 %                                                                |
|                                                                      | Les Républicains conservent                                          |                                                                      |                                                                      |                                                                      |

### 2010
| Élection de 2010 du 3e district congressionnel de l'Indiana | Élection de 2010 du 3e district congressionnel de l'Indiana | Élection de 2010 du 3e district congressionnel de l'Indiana | Élection de 2010 du 3e district congressionnel de l'Indiana | Élection de 2010 du 3e district congressionnel de l'Indiana |
| ----------------------------------------------------------- | ----------------------------------------------------------- | ----------------------------------------------------------- | ----------------------------------------------------------- | ----------------------------------------------------------- |
| Parti                                                       | Parti                                                       | Candidat                                                    | Votes                                                       | %                                                           |
|                                                             | Républicain                                                 | Marlin Stutzman (sortant)                                   | 116 140                                                     | 62,76                                                       |
|                                                             | Démocrate                                                   | Thomas Hayhurst                                             | 61 267                                                      | 33,11                                                       |
|                                                             | Libertarien                                                 | Scott W. Wise                                               | 7 631                                                       | 4,12                                                        |
|                                                             | No Party                                                    | Autres                                                      | 11                                                          | 0,01                                                        |
| Total des votes                                             | Total des votes                                             | Total des votes                                             | 185 049                                                     | 100 %                                                       |
|                                                             | Les Républicains conservent                                 |                                                             |                                                             |                                                             |

### 2012
| Élection de 2012 du 3e district congressionnel de l'Indiana | Élection de 2012 du 3e district congressionnel de l'Indiana | Élection de 2012 du 3e district congressionnel de l'Indiana | Élection de 2012 du 3e district congressionnel de l'Indiana | Élection de 2012 du 3e district congressionnel de l'Indiana |
| ----------------------------------------------------------- | ----------------------------------------------------------- | ----------------------------------------------------------- | ----------------------------------------------------------- | ----------------------------------------------------------- |
| Parti                                                       | Parti                                                       | Candidat                                                    | Votes                                                       | %                                                           |
|                                                             | Républicain                                                 | Marlin Stutzman (sortant)                                   | 187 872                                                     | 67,04                                                       |
|                                                             | Démocrate                                                   | Kevin Boyd                                                  | 92 363                                                      | 32,96                                                       |
| Total des votes                                             | Total des votes                                             | Total des votes                                             | 280 235                                                     | 100 %                                                       |
|                                                             | Les Républicains conservent                                 |                                                             |                                                             |                                                             |

### 2014
| Élection de 2014 du 3e district congressionnel de l'Indiana | Élection de 2014 du 3e district congressionnel de l'Indiana | Élection de 2014 du 3e district congressionnel de l'Indiana | Élection de 2014 du 3e district congressionnel de l'Indiana | Élection de 2014 du 3e district congressionnel de l'Indiana |
| ----------------------------------------------------------- | ----------------------------------------------------------- | ----------------------------------------------------------- | ----------------------------------------------------------- | ----------------------------------------------------------- |
| Parti                                                       | Parti                                                       | Candidat                                                    | Votes                                                       | %                                                           |
|                                                             | Républicain                                                 | Marlin Stutzman (sortant)                                   | 102 889                                                     | 69,15                                                       |
|                                                             | Démocrate                                                   | Justin Kuhnle                                               | 39 771                                                      | 26,73                                                       |
|                                                             | Libertarien                                                 | Scott W. Wise                                               | 6 133                                                       | 4,12                                                        |
| Total des votes                                             | Total des votes                                             | Total des votes                                             | 148 793                                                     | 100 %                                                       |
|                                                             | Les Républicains conservent                                 |                                                             |                                                             |                                                             |

### 2016
| Élection de 2016 du 3e district congressionnel de l'Indiana | Élection de 2016 du 3e district congressionnel de l'Indiana | Élection de 2016 du 3e district congressionnel de l'Indiana | Élection de 2016 du 3e district congressionnel de l'Indiana | Élection de 2016 du 3e district congressionnel de l'Indiana |
| ----------------------------------------------------------- | ----------------------------------------------------------- | ----------------------------------------------------------- | ----------------------------------------------------------- | ----------------------------------------------------------- |
| Parti                                                       | Parti                                                       | Candidat                                                    | Votes                                                       | %                                                           |
|                                                             | Républicain                                                 | Jim Banks                                                   | 201 396                                                     | 70,11                                                       |
|                                                             | Démocrate                                                   | Tommy Schrader                                              | 66 023                                                      | 22,98                                                       |
|                                                             | Libertarien                                                 | Pepper Snyder                                               | 19 828                                                      | 6,90                                                        |
| Total des votes                                             | Total des votes                                             | Total des votes                                             | 287 247                                                     | 100 %                                                       |
|                                                             | Les Républicains conservent                                 |                                                             |                                                             |                                                             |

### 2018
| Élection de 2018 du 3e district congressionnel de l'Indiana | Élection de 2018 du 3e district congressionnel de l'Indiana | Élection de 2018 du 3e district congressionnel de l'Indiana | Élection de 2018 du 3e district congressionnel de l'Indiana | Élection de 2018 du 3e district congressionnel de l'Indiana |
| ----------------------------------------------------------- | ----------------------------------------------------------- | ----------------------------------------------------------- | ----------------------------------------------------------- | ----------------------------------------------------------- |
| Parti                                                       | Parti                                                       | Candidat                                                    | Votes                                                       | %                                                           |
|                                                             | Républicain                                                 | Jim Banks (sortant)                                         | 158 927                                                     | 64,7                                                        |
|                                                             | Démocrate                                                   | Courtney Tritch                                             | 86 610                                                      | 35,3                                                        |
| Total des votes                                             | Total des votes                                             | Total des votes                                             | 245 537                                                     | 100 %                                                       |
|                                                             | Les Républicains conservent                                 |                                                             |                                                             |                                                             |

### 2020
| Élection de 2020 du 3e district congressionnel de l'Indiana | Élection de 2020 du 3e district congressionnel de l'Indiana | Élection de 2020 du 3e district congressionnel de l'Indiana | Élection de 2020 du 3e district congressionnel de l'Indiana | Élection de 2020 du 3e district congressionnel de l'Indiana |
| ----------------------------------------------------------- | ----------------------------------------------------------- | ----------------------------------------------------------- | ----------------------------------------------------------- | ----------------------------------------------------------- |
| Parti                                                       | Parti                                                       | Candidat                                                    | Votes                                                       | %                                                           |
|                                                             | Républicain                                                 | Jim Banks (sortant)                                         | 220 989                                                     | 67,8                                                        |
|                                                             | Démocrate                                                   | Chip Coldiron                                               | 104 762                                                     | 32,2                                                        |
| Total des votes                                             | Total des votes                                             | Total des votes                                             | 325 751                                                     | 100 %                                                       |
|                                                             | Les Républicains conservent                                 |                                                             |                                                             |                                                             |

### 2022
| Primaire républicaine de 2022 du 3e district congressionnel de l'Indiana | Primaire républicaine de 2022 du 3e district congressionnel de l'Indiana | Primaire républicaine de 2022 du 3e district congressionnel de l'Indiana | Primaire républicaine de 2022 du 3e district congressionnel de l'Indiana | Primaire républicaine de 2022 du 3e district congressionnel de l'Indiana |
| ------------------------------------------------------------------------ | ------------------------------------------------------------------------ | ------------------------------------------------------------------------ | ------------------------------------------------------------------------ | ------------------------------------------------------------------------ |
| Parti                                                                    | Parti                                                                    | Candidat                                                                 | Votes                                                                    | %                                                                        |
|                                                                          | Républicain                                                              | Jim Banks (sortant)                                                      | 54 033                                                                   | 100 %                                                                    |

| Primaire démocrate de 2022 du 3e district congressionnel de l'Indiana | Primaire démocrate de 2022 du 3e district congressionnel de l'Indiana | Primaire démocrate de 2022 du 3e district congressionnel de l'Indiana | Primaire démocrate de 2022 du 3e district congressionnel de l'Indiana | Primaire démocrate de 2022 du 3e district congressionnel de l'Indiana |
| --------------------------------------------------------------------- | --------------------------------------------------------------------- | --------------------------------------------------------------------- | --------------------------------------------------------------------- | --------------------------------------------------------------------- |
| Parti                                                                 | Parti                                                                 | Candidat                                                              | Votes                                                                 | %                                                                     |
|                                                                       | Démocrate                                                             | Gary Snyder                                                           | 6794                                                                  | 56,2                                                                  |
|                                                                       | Démocrate                                                             | Aaron Calkins                                                         | 2 894                                                                 | 23,9                                                                  |
|                                                                       | Démocrate                                                             | Phillip Beachy                                                        | 2 400                                                                 | 19,9                                                                  |

| Élection de 2022 du 3e district congressionnel de l'Indiana | Élection de 2022 du 3e district congressionnel de l'Indiana | Élection de 2022 du 3e district congressionnel de l'Indiana | Élection de 2022 du 3e district congressionnel de l'Indiana | Élection de 2022 du 3e district congressionnel de l'Indiana |
| ----------------------------------------------------------- | ----------------------------------------------------------- | ----------------------------------------------------------- | ----------------------------------------------------------- | ----------------------------------------------------------- |
| Parti                                                       | Parti                                                       | Candidat                                                    | Votes                                                       | %                                                           |
|                                                             | Républicain                                                 | Jim Banks (sortant)                                         | 131 579                                                     | 65,3                                                        |
|                                                             | Démocrate                                                   | Gary Snyder                                                 | 60 577                                                      | 30,1                                                        |
|                                                             | Indépendant                                                 | Nathan Gotsch                                               | 9 386                                                       | 4,7                                                         |
| Total des votes                                             | Total des votes                                             | Total des votes                                             | TBD                                                         | 100 %                                                       |
|                                                             | Les Républicains conservent                                 |                                                             |                                                             |                                                             |

### 2024
| Primaire républicaine de 2024 du 3e district congressionnel de l'Indiana | Primaire républicaine de 2024 du 3e district congressionnel de l'Indiana | Primaire républicaine de 2024 du 3e district congressionnel de l'Indiana | Primaire républicaine de 2024 du 3e district congressionnel de l'Indiana | Primaire républicaine de 2024 du 3e district congressionnel de l'Indiana |
| ------------------------------------------------------------------------ | ------------------------------------------------------------------------ | ------------------------------------------------------------------------ | ------------------------------------------------------------------------ | ------------------------------------------------------------------------ |
| Parti                                                                    | Parti                                                                    | Candidat                                                                 | Votes                                                                    | %                                                                        |
|                                                                          | Républicain                                                              | Marlin A. Stutzman                                                       | 19 475                                                                   | 24,2                                                                     |
|                                                                          | Républicain                                                              | Tim Smith                                                                | 18 168                                                                   | 22,6                                                                     |
|                                                                          | Républicain                                                              | Wendy Davis                                                              | 15 623                                                                   | 19,4                                                                     |
|                                                                          | Républicain                                                              | Andy Zay                                                                 | 13 147                                                                   | 16,4                                                                     |
|                                                                          | Républicain                                                              | Grant Bucher                                                             | 8 255                                                                    | 10,3                                                                     |
|                                                                          | Républicain                                                              | Jon Kenworthy                                                            | 3 055                                                                    | 3,8                                                                      |
|                                                                          | Républicain                                                              | Mike Felker                                                              | 1 413                                                                    | 1,8                                                                      |
|                                                                          | Républicain                                                              | Eric Whalen                                                              | 1 188                                                                    | 1,5                                                                      |

| Primaire démocrate de 2024 du 3e district congressionnel de l'Indiana | Primaire démocrate de 2024 du 3e district congressionnel de l'Indiana | Primaire démocrate de 2024 du 3e district congressionnel de l'Indiana | Primaire démocrate de 2024 du 3e district congressionnel de l'Indiana | Primaire démocrate de 2024 du 3e district congressionnel de l'Indiana |
| --------------------------------------------------------------------- | --------------------------------------------------------------------- | --------------------------------------------------------------------- | --------------------------------------------------------------------- | --------------------------------------------------------------------- |
| Parti                                                                 | Parti                                                                 | Candidat                                                              | Votes                                                                 | %                                                                     |
|                                                                       | Démocrate                                                             | Kiley Adolph                                                          | 10 286                                                                | 62,8                                                                  |
|                                                                       | Démocrate                                                             | Phil Goss                                                             | 6 095                                                                 | 37,2                                                                  |

| Élection de 2024 du 3e district congressionnel de l'Indiana | Élection de 2024 du 3e district congressionnel de l'Indiana | Élection de 2024 du 3e district congressionnel de l'Indiana | Élection de 2024 du 3e district congressionnel de l'Indiana | Élection de 2024 du 3e district congressionnel de l'Indiana |
| ----------------------------------------------------------- | ----------------------------------------------------------- | ----------------------------------------------------------- | ----------------------------------------------------------- | ----------------------------------------------------------- |
| Parti                                                       | Parti                                                       | Candidat                                                    | Votes                                                       | %                                                           |
|                                                             | Républicain                                                 | Marlin A. Stutzman                                          | 202 653                                                     | 65,0                                                        |
|                                                             | Démocrate                                                   | Kiley Adolpt                                                | 97 871                                                      | 31,4                                                        |
|                                                             | Libertarien                                                 | Jarrad Lancaster                                            | 11 015                                                      | 3,5                                                         |
| Total des votes                                             | Total des votes                                             | Total des votes                                             | 311 539                                                     | 100 %                                                       |
|                                                             | Les Républicains conservent                                 |                                                             |                                                             |                                                             |